# چارلز کرو
چارلز کرو (انگلیسی: Charles Crowe; ۱۲ اکتبر ۱۸۶۷ – ۳ سپتامبر ۱۹۵۳) ورزشکار اهل کانادا بود.
وی در بازی های المپیک تابستانی 1908 در رشته تیراندازی تفنگ نظامی مدال برنز گرفت